# Gmina Mikołajki
Die Gmina Mikołajki [mʲikɔˈwajkʲi] ist eine Stadt-und-Land-Gemeinde im Powiat Mrągowski der Woiwodschaft Ermland-Masuren in Polen. Ihr Sitz ist die gleichnamige Stadt (deutsch Nikolaiken) mit etwa 3800 Einwohnern.

## Geographie

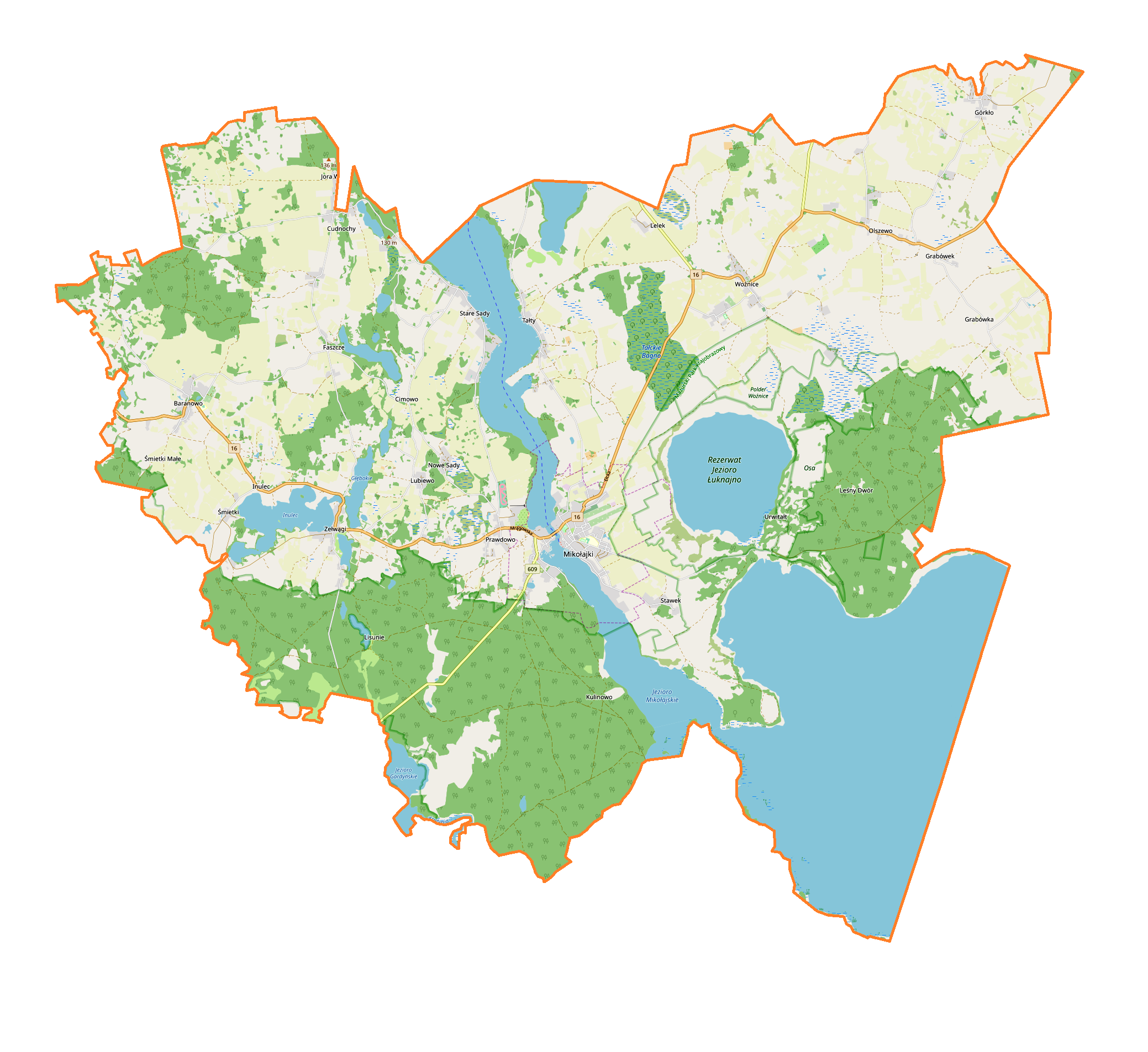
Karte der Gemeinde

Die Gemeinde liegt in der Mitte der Woiwodschaft. Die Kreisstadt Mrągowo (Sensburg) liegt sechs Kilometer westlich. Nachbargemeinden sind im Powiat Giżycki Ryn im Norden und Miłki im Nordosten, im Powiat Piski Orzysz im Osten, Pisz im Südosten und Ruciane-Nida im Süden sowie im Powiat Mrągowski Piecki im Südwesten und Mrągowo im Nordwesten.
Die Landgemeinde hat eine Fläche von 256,4 km², davon werden 48 Prozent land- und 22 Prozent forstwirtschaftlich genutzt. Die zahlreichen Seen sind Teil der Masurischen Seenplatte (Pojezierze Mazurskie). Der Śniardwy (Spirdingsee), der größte See Polens, liegt mit seinem westlichen Teil auf Gemeindegebiet. Weitere Seen sind Tałty (Talter Gewässer) und Łuknajno (Lucknainer See).

## Geschichte
Die Landgemeinde wurde 1973 aus verschiedenen Gromadas neu gebildet. Stadt- und Landgemeinde wurden 1990/1991 zur Stadt-und-Land-Gemeinde zusammengelegt. Ihr Gebiet gehörte von 1946 bis 1975 zur Woiwodschaft Olsztyn und bis 1998 zur Woiwodschaft Suwałki. Der Powiat wurde von 1975 bis 1998 aufgelöst. Zum 1. Januar 1999 kam die Gemeinde zur Woiwodschaft Ermland-Masuren und wieder zum Powiat Mrągowski.

## Gemeindepartnerschaften
- Ulricehamn (Schweden)
- Varėna (Litauen)
- Villard-de-Lans (Frankreich)

## Gliederung
Zur Stadt-und-Land-Gemeinde Mikołajki gehören die Stadt selbst und 17 Dörfer (deutsche Namen amtlich bis 1945) mit einem Schulzenamt (sołectwo):
- Baranowo (Barranowen, 1938–1945 Hoverbeck)
- Cudnochy (Zudnochen, 1938–1945 Siebenhöfen)
- Faszcze (Faszen, 1938–1945 Fasten)
- Grabówka (Grabowken, 1929–1945 Buchenhagen)
- Górkło (Gurkeln)
- Inulec (Inulzen, 1938–1945 Neufasten)
- Jora Wielka (Groß Jauer)
- Kolonia Mikołajki
- Lubiewo (Lubjewen, 1938–1945 Grünbruch)
- Nowe Sady (Neu Schaden)
- Olszewo (Olschewen, 1938–1945 Erlenau)
- Prawdowo (Prawdowen, 1929–1945 Wahrendorf)
- Stare Sady (Schaden)
- Stawek (Schöneberg)
- Tałty (Talten)
- Woźnice (Wosnitzen, 1938–1945 Julienhöfen)
- Zełwągi (Selbongen)

Kleinere Orte, Siedlungen und Weiler sind:
- Cimowo (Zymowo, 1929–1945 Winterau)
- Dybowo (Diebowen, 1938–1945 Dommelhof)
- Grabek (Neuhof-Grabowken, 1929–1945 Neuhof-Buchenhagen)
- Grabnik (Grabnick)
- Grabnik Mały (Klein Grabnick)
- Grabówek
- Jora Mała (Klein Jauer)
- Kulinowo (Kulinowen, 1930–1945 Waldesruh)
- Lelek (Julienthal)
- Leśny Dwór (Grünhof)
- Lisiny (Forsthaus Lissuhnen)
- Lisunie (Lissuhnen, 1936–1945 Lißuhnen)
- Łuknajno (Lucknainen)
- Małoszewo (Wiesenau)
- Nadawki (Nadafken, 1938–1945 Kuppenhof)
- Osa (Ossa, 1930–1945 Schwanhof)
- Pszczółki (Karlshorst)
- Śmietki (Schnittken)
- Śmietki Małe (Ludwigshof/Klein Schnittken)
- Śniardewno (Forsthaus Spirding)
- Urwitałt (Georgenthal)

## Verkehr
Wichtigste Straße ist die Landesstraße DK16 von Grudziądz (Graudenz) über Olsztyn (Allenstein) nach Ełk (Lyck) und Augustów. In Mikołajki zweigt die Woiwodschaftsstraße DW609 nach Ukta (Alt Ukta) ab. Bei Woźnice zweigen die DW642 nach Ryn (Rhein) und die DW643 nach Wilkasy (Willkassen) ab.
An der Bahnstrecke Czerwonka–Ełk bestanden bis 2009 die Bahnstationen Baranowo, Zełwągi, Mikołajki, Woźnice, Olszewo und Dąbrówka Górkło. Eine Wiedereröffnung ist geplant.
Die nächsten größeren internationalen Flughäfen sind Danzig und Warschau.